# Pujorahayu (Belitang)
Pujorahayu is een bestuurslaag in het regentschap Ogan Komering Ulu van de provincie Zuid-Sumatra, Indonesië. Pujorahayu telt 2135 inwoners (volkstelling 2010).